# ゴールデンアックス
『ゴールデンアックス』（Golden Axe）は、1989年にセガ・エンタープライゼス（後のセガ）が発売した日本のアーケード用ベルトスクロールアクションゲームである。タイトル画面でのタイトルの漢字表記は「戦斧」。
アーケード版のリリース以降、家庭用テレビゲーム機用およびパソコン用ゲームとして様々な機種に移植された（各機種版の詳細な情報は#移植版を参照）。
さらに家庭用ゲーム機では、続編や派生・リメイク作品が各機種にて発売された（詳細は#続編、#関連作品を参照）。
アーケード版はゲーム誌『ゲーメスト』の「第3回ゲーメスト大賞」（1989年度）においてベストアクション賞で9位を獲得、最初の移植作であるメガドライブ版はゲーム誌『ファミコン通信』の「クロスレビュー」においてシルバー殿堂入りを獲得した。

## 概要
プレイヤー（たち）はファンタジー世界を舞台に3人の性別・種族が異なる戦士から2キャラを選び（最大2人同時プレイ。同キャラは選べない。協力プレイが基本だが、味方へも攻撃できる）、剣術と魔法を駆使してザコキャラやボスキャラを倒しながら各ステージを進み、最終ボスである宿敵「デス=アダー」を打ち倒すことが目的となる。
いわゆる横視点の2Dベルトスクロールアクションゲームではあるが、真横では無く多少の奥行きがあり、プレイヤーは上下（奥と手前）および左右に移動できる。詳細は#ゲーム内容を参照。

## ゲーム内容

### システム
8方向レバーと攻撃、ジャンプ、魔法の3ボタンで操作する。方向キーを右（もしくは左）に素早く2回倒す事でダッシュができ、ダッシュ中に攻撃ボタンを押す事でダッシュ攻撃ができる。ダッシュ中にジャンプボタンを押せば、通常より高々度のジャンプが可能である。また、攻撃ボタンとジャンプボタンと同時に押すと背面攻撃ができ、特にギリウスの背面攻撃は、リーチが長く素早い。
通常攻撃を当てると敵は一定時間うずくまり、そのまま連続攻撃できる。また、間合いによっては剣の柄で殴った後で蹴り飛ばしたり、敵を担ぎ上げて投げる連続技もできる。ただし、こちらも敵の通常攻撃を喰らうと長い時間動けなくなる。
魔法は、ステージ途中もしくはステージ間に出てくる青い服のシーフ（小人）を攻撃して、1人につき最高3つまで出る青い壺（ポーション）を取ることで使用できる。ティリスは魔法のポーションを多く必要とするが、魔法の攻撃力は絶大。逆にギリウスはポーションが少なくて済む代わりに魔法の攻撃力は一番低い。アックスは2人の中間くらいの能力。ステージ間に出てくる青い服のシーフはプレイヤーがポーションを持っている場合、最大を2つ盗むが、3つ取り返すことができるので、失敗さえしなければ結果として増やすことができる。
攻撃を受けると体力ゲージが減り、体力ゲージが無くなった時にダウンするとミスとなる。また、床の無い場所から転落してもミスとなる。何らかの手段で突き落とせば、敵キャラクターの排除も可能である。体力ゲージは緑の服のシーフが出す肉を取ると回復する。全てのプレイヤーキャラクターを失うとゲームオーバーで、全面クリアするとゲームクリアとなる。
体力ゲージが無くなってもダウンしない限りミスとはならないが、ステージクリア時に体力ゲージが無いと次のステージの開始時には満タン状態で開始となる。

### アイテム
ポーション
- 青のシーフを攻撃する度に一つ落とす。獲得した分のレベルの魔法が使用できる。

肉
- 緑のシーフを攻撃すると一つだけ落とす。獲得すると体力が1ゲージ分回復する。また、緑のシーフはボーナスステージでしか登場しない。

## 設定

### ストーリー
遥か昔、一つの王国が滅亡した。その国の名は、「ファイヤー＝ウッド」。600年にも及ぶ栄華の時は一人の魔人によって跡形もなく消えてしまった。その魔人の名は、“デス＝アダー”。彼とその軍団は略奪と殺戮を好み、魔人の通った町は焼かれ、捕まった人々は蛇の餌食となった。その国、ファイヤー＝ウッドから一人の兵士と二人の子供が逃げのびた・・・・・・。
そして20年後、再び力を持て余した魔人は南の大国「サウス＝ウッド」へと進軍を開始した。一昼夜にしてサウス＝ウッド王国は壊滅した。そして王と王妃がデス＝アダーの手により連れ去られた。それを救うべく一人の戦士がデス＝アダーの居城へと向かった。

### ステージ構成
アーケード版は全5ステージ、メガドライブ版は全6ステージとなっている。5,6ステージ以外は各ステージのボスを倒した後にシーフが登場するボーナスステージがある。
| ステージ | BGMタイトル                      | ボスキャラクター        | クリア後のメッセージ |
| -------- | -------------------------------- | ----------------------- | --- |
| 1        | 荒野〜BATTLE FIELD               | バド兄弟                | OUR SWORN ENEMY DEATH=ADDER IS IN HIS CASTLE. WE'LL TAKE A SHORTCUT,THROUGH THE TURTLE VILLAGE. （私たちの憎き敵、デス＝アダーはやつの城の中にいる。私たちは“タートルビレッジ”を抜け、近道をすることにした。） |
| 2        | TURTLE VILLAGE 1〜BATTLE FIELD   | ズブロッカ×2 スケルトン | THE VILLAGE WAS ON THE BACK OF A GIANT TURTLE. THE TURTLE TAKES US SOUTH, ACROSS THE SEA. （この村は大きなカメの背中にある。カメは海を越え、私たちを南へと連れて行く。） |
| 3        | 亡者の道〜BATTLE FIELD           | ハイネケン准将          | WE HAVE GONE IN CLOSE VICINITY OF THE CASTLE. BUT THE WAY IS BLOKED BY ENEMY LINES. WE MUST DARE THE "FIEND'S PATH" TO REACH THE CASTLE. （デス＝アダーの城の近くまでたどり着いたが、城内への道は敵の防衛線によってふさがれていた。城に近づくには『悪魔の通り道』と呼ばれる謎の道を抜けなくてはならない!!） |
| 4        | TURTLE VILLAGE 2〜BATTLE FIELD   | スケルトン×2            | THE "FIEND'S PATH" WAS A GREAT GREAT EAGLE. WE ARE TAKEN ACROSS THE SKIES TO THE CASTLE. NOW THE FINAL BATTLE BEGINS. （『悪魔の通り道』とは巨大なワシのことであった。私たちは空を渡って城内に潜入した。今、最後の戦いが始まる。） |
| 5        | BATTLE FIELD〜宿敵! デス・アダー | デス・アダー            | ACCEPT MY UTMOST GRATITUDE FOR OUR RESCUE. I THANK YOU FOR YOUR COURAGE.FOR YOU HAVE RID US OF THE HIDEOUS DEATH ADDER. ......BUT I HAVE A FEELING THAT HE MIGHT HAVE BEEN TAKING ORDERS. SOMETIMES HE DID DISAPPEAR INTO THAT DOOR! WILL YOU GO INTO BATTLE FOR ME, YET ONCE MORE? - YES, MY LORD!! （我々を助けてくれたことに最大級の賛辞を!! そなたとそなたの勇気に感謝する。そなたのおかげでデス＝アダーと奴の恐ろしい陰謀とを免れることが出来た。 …しかし私は、奴が何者かの命令を受けていただけのような気がする。そう考えると、奴がこの扉の中に何度も入っていったのもわかる! 勇者よ!! 私のために今一度、戦ってくれまいか? － 勿論です、陛下!） |
| 6        | 宿敵! デス・アダー〜SHOWDOWN     | デス・ブリンガー        | THANK YOU GALLANT ONE! NOW THE PEOPLE WILL BE ABLE TO LIVE, TO BUILD, AND TO PROSPER IN PEACE. MAY YOU BE TITLED THE SAVIOUR OF OUR KINGDOM! NOW PREPARE FOR A GRAND FEAST! WE PRAISE YOUR ACTS OF BRAVERY AND DEEDS OF COURAGE. （そなたに感謝を、勇気あるものよ! これで人々は平和の中で暮らし、築き、栄えることが出来るであろう。そなたには、王国の守護者である『グランドマスター』の称号を与えよう。 さあ、祝宴の用意だ! 盛大なる宴を! そなたの勇敢な行為とその功せきを称えるために。） |
| 6        | 宿敵! デス・アダー〜SHOWDOWN     | デス・ブリンガー        | FINALLY, YOU HAVE DEFEATED ALL OF THE EVIL CLAN, THE LAND SHALL REVIVE IN PEACE AND THE PEOPLE WILL TALK OF YOUR DEEDS AS A LEGEND IN THE YEARS TO COME. （あなたはついにすべての悪しき巨人族を打ち払った。国は平和の内に復興し、人々はあなたの功せきを伝説として語り継ぐことだろう。） |

## 登場キャラクター
主人公の3人はいずれもデス＝アダー軍に大切な家族を奪われており、その復讐が第一目的だが、同時に暴力と混沌に支配された世に平和を取り戻すために戦う。

### プレイヤーキャラクター
アックス=バトラー
- 声 - 広中雅志（PCE版）

主人公。バランスの良いキャラクター。魔法は4レベルまで使用可能である。バーバリアン族一の戦士で、狩に出ていた際に故郷がデス=アダー軍の襲撃に遭い母親を失う。大地の魔法を使い、アックスの持つロングソードは幼くして死に別れた父が唯一残してくれた財産であるが、最大の武器はデス=アダーへの復讐心と正義に燃える心らしい。年齢は25歳。
ティリス=フレア
- 声 - 荘真由美（PCE版）

女性ながら精悍な身体と、女性ならではの身軽な動きが特徴のヒロイン。
赤い縁取りの白ビキニに身を包んでおり露出度が高い。魔法が得意なキャラクターで、6レベルのものまで使用可能である。かつてデス=アダー軍に滅ぼされたファイアウッド王族唯一の生き残りのアマゾン族で炎の魔法を使い、ティリスの持つショートソードは母親が護身用としてティリスに渡してくれた物である。年齢は23歳。
ギリウス=サンダーヘッド
- 声 - 青野武（PCE版）

ドワーフ族の戦士。元々ドワーフ族は魔法が嫌いなようで、魔法は3レベルのものまでしか使えないが力強い攻撃を繰り出せる。ファイヤーウッド王国の守備隊長としてデスアダー軍と戦う。ドワーフ族としては大柄でしっかりとした性格から仲間たちからの信頼も厚かった。その戦いで弟のガリ（PCE版ではガイラと発音している）を失った。雷の魔法を使い、ギリウスの使う斧はガリの遺品である。年齢は150歳だが、人間の4倍ほどの寿命を持つドワーフ族のなかでは若い方らしい。

### デス=アダー軍
メガドライブ版では一部敵の名称が異なる。説明書によるとハイネケン准将は、メガドライブ版ではビター中佐という名称になっている。金で雇われた傭兵やゴールデンアックスの魔力で召喚されたモンスター等で構成され、その数は五万とも十万とも言われるが、詳細は不明、なお一部を除いて階級などは与えられていない模様。また敵の語源の多くは酒関連を由来としている。
ヘニンガー（Heninger）
デス=アダー軍の下級兵士で、装備は肩当のみのパンツ姿という粗末な武装しかない雑魚。
モーニングスターが武器。語源は「Henninger Brewery」から。
ロングモーン（LongMoan）
同じくデス=アダー軍の下級兵士で、服を着ている雑魚。
尖った金属片を埋め込んだ棍棒が武器。強さはヘニンガーと大差が無い。
語源はスコッチ・ウィスキーの蒸留所のひとつ「ロングモーン蒸留所」から。
ズブロッカ（Zuburoka）
- 声 - 冬馬由美（PCE版）

デス=アダー軍の女戦士部隊。大陸の北方出身の者が多い。片手斧を武器とする。
ティリスと同様にアマゾン族だが、ティリスの一族とは敵対している。
紫の服はStorchinaya、緑の服はStrobaya、桃色の服はLemanaya。メガドライブ版には最終ステージに全身が灰色のGruziyaが登場する。
「ズブロッカ」、「Storchinaya」、「Strobaya」、「Lemanaya」はウォッカのブランド名より。
スケルトン
骸骨の兵士。曲刀と盾で武装し、攻撃力が高い。一度死んでいるためになかなか死なず、ボスクラスの敵の護衛としてよく登場する。
家庭版のラストボスであるデス=ブリンガーを護衛しているタイプは普通に倒す事ができない。
バド兄弟
1面ボスの巨漢のコンビ。巨大な槌を武器とし、タックルやぶん投げなどをしてくる強敵。普段はあの恐怖の軍団なのかと思えるほど穏やかな表情をしているが、怒ると悪鬼のごとく暴れまわるらしい。
3面にモルト軍曹とホップ軍曹、5面にハートランド将軍という色違いが出てくる。
バドの「バドワイザー」と「ハートランド」はビールの銘柄より。モルトとホップはビールの原料から。
ハイネケン准将
- 声 - 塩屋浩三（PCE版）

3面ボス。全身を鎧で固め、剣と盾を携えた騎士。凄まじいまでのリーチを持つ強敵で、正面から倒すのは困難。ギリウスに深手を負わせ、その弟・ガリを殺したのは彼らしい。（PCE版では明確にデス=アダーが殺害している）
血筋を重んじる一族のため、一兵士から成り上がったバド一族とは仲が悪い。なお、この一族には大佐や将軍の地位にもついているものがおり、5面に赤い鎧を着た色違いが2人出現し、メガドライブ版では金色の鎧を着た色違いも登場する。
また別バージョンではビターという名前で出てくる。
語源は「ハイネケン」及び「ビター」より。
デス=アダー
- 声 - 佐藤正治（PCE版）

軍団の総帥でラストボス。悪しき巨人族の末裔で人間の手にあった戦斧を騙し取り、戦斧の魔力によって闇の力を解き放ちファイヤーウッド王国を滅ぼし、この世を地獄に陥れる。戦斧を振り回して攻撃してくるほか、地面を走る衝撃波も使ってくる。
デスアダーとは毒蛇の一種であるが、実際にこのデス=アダーの実体（もしくは、変化体）も蛇である。
デス=ブリンガー
メガドライブ版ラストボス。外見はデス=アダーと同じだが、青銅色の肌に紫色の兜と肩当をしている。
戦斧、衝撃波(6つ)による攻撃のほかにアックス達の魔法を使ってくることもある。この魔法攻撃は回避できない。
デス=アダーJr.
メガドライブ版のビギナーモードの最後に登場するデス=アダーの弱体化バージョンで、青い兜と肩当をしている。

### モンスター（乗り物）
敵が操るモンスター。乗っている敵を叩き落せば奪うことができる。ただし、プレイヤーが攻撃を受けて落とされたり、乗らずにしばらく放っておくと逃げてしまう。またスケルトンや大型の敵が乗る事はできない。乗り物は攻撃による硬直時間が長く、ダメージを受けやすいというデメリットも伴うので、注意が必要である。
チキンレッグ
地下に生息する鳥の様なモンスター。大きな毒のシッポで敵を攻撃する。元は同じセガ開発のアクションゲーム『獣王記』に登場したザコ敵。また、『ダイナマイト刑事2』にも背景キャラクターとして登場している。野球ゲーム『クラッチヒッター』では、試合終了後のスポーツニュースでマスコットキャラを務めている。続編では馬のような移動手段として使われている描写がある。
ブルードラゴン
青いドラゴン。敵に炎を浴びせる。地下に生息する獰猛なドラゴンを幼少の時から飼いならしたもの。ドラゴンとしてはまだ若く、俗にドラゴンパピーと呼ばれる。成長するとティリスの魔法で召喚されるドラゴン程に成長するらしい。
レッドドラゴン
赤いドラゴン。火炎弾を吐くので、遠距離から敵を攻撃できる。このタイプも地下に生息し幼少時から飼いならしたもの。ドラゴンとしてはまだ若く、成長するとブルードラゴンと同じくティリスの魔法で召喚されるドラゴン程に成長するらしい。

### その他
シーフ
泥棒の小人。青と緑の2種類あり、青のシーフはポーションを所持しており、緑のシーフは肉を所持している。また、ステージクリア後のボーナスステージでは主人公の持つポーションを盗んでいく。PS2リメイク版では小動物のような獣人のデザインになっている。

## 移植版
全体の傾向として、大半の移植作が最初に移植されたメガドライブ版（MD版）を更に移植しており、オリジナル（アーケード版）の移植は少ない。
| No. | タイトル                                                                                         | 発売日                                           | 対応機種                                                        | 開発元                   | 発売元                      | メディア | 型式                                                                           | 売上本数・備考 |
| --- | ------------------------------------------------------------------------------------------------ | ------------------------------------------------ | --------------------------------------------------------------- | ------------------------ | --------------------------- | --- | ------------------------------------------------------------------------------ | --- |
| 1   | ゴールデンアックス                                                                               | 1989年12月23日 1990年2月 1990年11月30日          | メガドライブ                                                    | セガAM第7研究開発部      | セガ                        | 4メガビットロムカセット                                                                                                  | G-4018 1106C                                                                   | |
| 2   | Golden Axe                                                                                       | 1989年                                           | セガ・マスターシステム                                          | セガ                     | セガ                        | 4メガビットロムカセット                                                                                                  | 9004                                                                           | 日本では未発売 |
| 3   | ゴールデンアックス                                                                               | 1990年3月16日                                    | PCエンジンCD-ROM²                                               | レノベーションプロダクツ | 日本テレネット              | CD-ROM | TJCD0005                                                                       | |
| 4   | Golden Axe                                                                                       | 1990年11月                                       | Amiga Amstrad CPC Atari ST コモドール64 PC/AT互換機 ZX Spectrum | Probe Software           | Virgin Games                | フロッピーディスク カセットテープ                                                                                        | -                                                                              | |
| 5   | セガクラシック アーケードコレクション                                                            | 1992年10月15日 1993年4月23日 1993年              | メガCD                                                          | セガ                     | セガ                        | CD-ROM | G-6012 4127                                                                    | MD版を再収録。 ただしBGMはアーケード準拠となっている。                                                                             |
| 6   | Mega Games 2                                                                                     | 1993年                                           | メガドライブ                                                    | セガ                     | セガ                        | 16メガビットロムカセット                                                                                                 | 1707-50                                                                        | MD版の移植。 『ベアナックル』、『ザ・スーパー忍』と同時収録。                                                                      |
| 7   | Mega Games 6 Vol. 1                                                                              | 1995年                                           | メガドライブ                                                    | セガ                     | セガ                        | 24メガビットロムカセット                                                                                                 | 1188-50                                                                        | MD版の移植。 『コラムス』、『ベアナックル』 『スーパーハングオン』、『ザ・スーパー忍』、『WORLD CUP ITALIA'90』と同時収録。        |
| 8   | 6-Pak                                                                                            | 1995年                                           | メガドライブ                                                    | セガ                     | セガ                        | 24メガビットロムカセット                                                                                                 | 1717                                                                           | MD版の移植。 『コラムス』、『ソニック・ザ・ヘッジホッグ』 『ベアナックル』、『スーパーハングオン』、『ザ・スーパー忍』と同時収録。 |
| 9   | Sega Smash Pack                                                                                  | 1999年2月                                        | Windows                                                         | セガ                     | セガ                        | CD-ROM | -                                                                              | MD版の移植。 本作の他に7本同時収録。                                                                                               |
| 10  | Sega Archives from USA Vol.1                                                                     | 2000年6月23日                                    | Windows                                                         | セガ                     | セガ                        | CD-ROM | -                                                                              | MD版の移植。 本作の他に7本同時収録。                                                                                               |
| 11  | Sega Smash Pack Vol.1                                                                            | 2001年1月31日                                    | ドリームキャスト                                                | セガ                     | セガ                        | GD-ROM | 51146                                                                          | MD版の移植。 本作の他に11本収録。                                                                                                  |
| 12  | ゴールデンアックス                                                                               | 2002年2月28日                                    | ワンダースワン                                                  | セガ                     | バンダイ                    | ロムカセット | SWJ-BANC2B                                                                     | 第1作の移植作品。 |
| 13  | Sega Smash Pack                                                                                  | 2002年9月23日 2003年8月1日                       | ゲームボーイアドバンス                                          | CodeFire                 | THQ セガ                    | ロムカセット | AGB-P-A3PE AGB-P-A3PP                                                          | MD版の移植。 『エコー・ザ・ドルフィン』、『ソニック・スピンボール』と同時収録。                                                    |
| 14  | セガエイジス2500シリーズ Vol.5 ゴールデンアックス                                                | 2003年9月25日                                    | PlayStation 2                                                   | シムス                   | スリーディー・エイジス      | CD-ROM | SLPM-62385                                                                     | 2005年6月27日に発売元をセガに変更して再発売 （型式はSLPM-62670）                                                                   |
| 15  | セガゲーム本舗 ゴールデンアックス                                                                | 2003年12月19日                                   | Windows                                                         | セガ                     | メディアカイト              | CD-ROM | -                                                                              | MD版の移植。 |
| 16  | Sega Genesis Collection Sega Mega Drive Collection                                               | 2006年11月7日 2007年2月2日                       | PlayStation 2                                                   | Digital Eclipse          | セガ                        | DVD-ROM | SLUS-21542 SLES-54333                                                          | MD版の移植。 |
| 17  | Sega Genesis Collection Sega Mega Drive Collection                                               | 2006年11月16日 2007年2月2日                      | PlayStation Portable                                            | Digital Eclipse          | セガ                        | UMD | ULUS-10192 ULES-00556                                                          | MD版の移植。 |
| 18  | ゴールデンアックス                                                                               | 2006年11月28日 2006年12月2日 2006年12月8日       | Wii                                                             | セガ                     | セガ                        | ダウンロード （バーチャルコンソール）                                                                                    | MAEE MAEJ MAEP                                                                 | MD版の移植。 日本では2019年1月31日配信・販売終了                                                                                   |
| 19  | ゴールデンアックス                                                                               | INT 2007年7月11日                                | Xbox 360                                                        | セガ                     | セガ                        | ダウンロード (Xbox Live Arcade)                                                                                          | -                                                                              | MD版の移植。 |
| 20  | Sonic's Ultimate Genesis Collection SEGA Mega Drive Ultimate Collection                          | 2009年2月10日 2009年2月20日                      | PlayStation 3 Xbox 360                                          | Backbone Entertainment   | セガ                        | Blu-ray Disc DVD-ROM | PS3: BLUS-30259 BLES-00475 XB360: 68034 384-40210                              | MD版の第1・2・3作を収録。 日本では未発売だが日本用機器でも動作は可能。                                                             |
| 21  | ゴールデンアックス                                                                               | 2009年6月23日 2009年10月26日 2009年9月18日       | Wii                                                             | セガ                     | セガ                        | ダウンロード （バーチャルコンソールアーケード）                                                                          | -                                                                              | アーケード版の移植。 日本では2019年1月31日配信・販売終了                                                                           |
| 22  | ゴールデンアックス                                                                               | 2009年6月23日 2009年                             | iPhone iPod touch (iOS)                                         | セガ                     | セガ                        | ダウンロード | -                                                                              | MD版の移植。 |
| 23  | Golden Axe                                                                                       | 2010年6月1日                                     | Windows                                                         | セガ                     | セガ                        | ダウンロード (Steam) | -                                                                              | メガドライブ版の移植。 |
| 24  | Sega Genesis Classic Collection - Gold Edition Sega Mega Drive Classic Collection - Gold Edition | 2011年3月15日 2011年3月18日                      | Windows                                                         | セガ                     | セガ                        | DVD-ROM | -                                                                              | MD版の移植。 |
| 25  | セガビンテージコレクション ゴールデンアックス                                                    | 2011年7月20日 2011年7月26日 2011年7月28日        | PlayStation 3 (PlayStation Network)                             | セガ                     | セガ                        | ダウンロード | NPEB-00509 NPUB-30441 NPJB-00129                                               | アーケード版の移植。 |
| 26  | Sega Vintage Collection - Golden Axe                                                             | INT 2012年5月30日                                | Xbox 360                                                        | セガ                     | セガ                        | ダウンロード (Xbox Live Arcade)                                                                                          | -                                                                              | MD版の移植。 |
| 27  | セガエイジスオンライン ゴールデンアックスコレクション                                            | 2012年5月30日                                    | Xbox 360                                                        | セガ                     | セガ                        | ダウンロード (Xbox Live Arcade)                                                                                          | -                                                                              | 1はアーケード、2と3はMD版の移植 |
| 28  | Golden Axe                                                                                       | INT 2017年8月31日                                | Android                                                         | セガ                     | セガ                        | ダウンロード | -                                                                              | MD版の移植。 |
| 29  | Sega Genesis Classics                                                                            | 2018年5月29日 Switch 2018年12月7日 2018年12月6日 | Linux macOS PlayStation 4 Xbox One Nintendo Switch              | d3t セガ                 | セガ                        | ダウンロード (Steam、PlayStation Store、 Microsoft Store、 ニンテンドーeショップ) BD-ROM Nintendo Switch専用ゲームカード | PS4: CUSA-10828 CUSA-09771 XBO: INL-SE10663080 Switch: HAC-P-AQGKB HAC-P-AQGKA | メガドライブ版の移植 |
| 30  | ゴールデンアックス Golden Axe                                                                    | INT 2019年9月19日                                | メガドライブ ミニ                                               | エムツー                 | セガゲームス                | プリインストール | - HAA-2520 - MK-16000                                                          | MD版の移植。 本体にプリインストールされた42作品のうちの一つ。                                                                      |
| 31  | ゴールデンアックス                                                                               | 2020年12月17日                                   | アストロシティミニ                                              | 瑞起                     | セガトイズ(発売) セガ(販売) | プリインストール | -                                                                              | アーケード版の移植。 本体にプリインストールされた36作品+おまけ1の一つ。                                                            |
| 32  | セガ メガドライブ for Nintendo Switch Online                                                     | 2021年10月26日                                   | Nintendo Switch                                                 | 任天堂 エムツー          | 任天堂                      | ダウンロード | -                                                                              | MD版の移植。 |

### メガドライブ版
初の移植作品。一部演出などがカットされ、日本語の字幕も削除されているが、2ステージ追加されている。2人同時プレイが可能で、画面上にはチキンレッグを含め最大8キャラまで出現する。メガドライブ版では、アーケード版と同様のパターンで遊ぶ「アーケードモード」の他に、「デュエルモード」が用意されている。「デュエルモード」では、人間対人間の2人対戦や、コンピュータが操るモンスター・チームと勝ち抜き対戦する。また「ビギナーモード」という初心者向けのモードも用意されており、文字通りゲームバランスを易しくしているが、ステージが3面までしか無い。
前述したとおり後に様々な後続機種に再移植されている（詳細は上記の一覧表を参照）。メガCD用ソフト『セガクラシック アーケードコレクション』へ収録された版はBGMがアーケード版の物を使用し、2人プレイは不可という特色のある版となっている。

### マスターシステム版
国内未発売。1人プレイ専用。プレイヤーキャラクターはアックス固定で、ゲームスタート時にアックスが使う魔法を三種類から選択するシステムに変更されている。
キャラクターは全てBGで描画しているため、キャラクターサイズが大きいのと引き替えで動きが8ドット単位になっている。

### PCエンジン版
画面下にスコアや体力ゲージ用に黒枠があって画面サイズ全体が小さくなっている、2人プレイ不可。
画面上には最大で4キャラまでしか登場しないため、プレイヤーがチキンレッグに乗ると敵は2キャラしか出現しないなど、ゲームの「素」の部分はミニマムな移植となっている。
それを補うという側面もあるのか、CD-ROMの（当時としては）大容量を活かし、プロ声優によるキャラクターボイスやアニメ（動画ムービーでは無く、静止画をベースとした「少し動く」くらいのもの）を用いたビジュアルがステージ開始前に流れるという、PCエンジンCD作品では定番の演出が用いられている。

### PlayStation 2版
SEGA AGES 2500 シリーズ Vol.5 ゴールデンアックス
旧作を元にポリゴン化しリメイクされたゲーム。クリア後のボーナスステージが削除されているなど、アーケード版と異なる部分が多い。PS2版オリジナルの敵キャラクター、ステージが追加されている。

### アストロシティミニ版
セガグループの1社であるセガトイズが、2020年12月17日にリリースした「アストロシティミニ」用に収録。「アストロシティミニ」は往年のセガ製汎用アーケードゲーム用筐体「アストロシティ」を外観のモチーフとし、1980年代から1990年代中期のアーケードゲーム36作品（+おまけ1作品）がプリインストールされた「復刻系ゲーム機」である。
基本的にアーケード版オリジナルを（ほぼ）そのまま収録しているが、本体の機能として「どこでもセーブ」（ステートセーブ）などプレイに便利な機能が幾つか使える。
ちなみに本機には、アーケードゲーム版の続編『ゴールデンアックス デスアダーの復讐』も同時収録されている。

### 配信作品
ゴールデンアックス
Xbox 360（Xbox Live Arcade）、2007年7月11日
PS3(PSN)、2011年7月28日
アーケード版の完全移植。オンラインでの協力プレイもできる。
海外版の移植であるため、演出など日本国内版と若干異なる部分が存在する。
このほか、Wii版バーチャルコンソールでメガドライブ3作品（『II』は2007年6月5日、『III』は2007年9月4日に、それぞれ配信開始）とアーケード版（国内版ベース）が配信されていたが、上記の表に記載したとおり、現在は配信・販売ともに終了している。
ゴールデンアックスコレクション
Xbox 360のセガエイジスオンライン作品として発売。シリーズ1,2,3を収録。
上記単体作品とは異なり日米欧のバージョンを選択できる。
1のみ同じくアーケード版の移植である。

## 音楽
サウンドトラック
- 『SUPER SONIC TEAM -G.S.M.SEGA3-／S.S.T.BAND』（1989年10月21日、サイトロン・レーベル）
アーケード版の音源を収録。
- 『ゴールデンアックス ザ ミュージック』（2008年2月21日、ウェーブマスター）
本作のアーケード版、メガドライブ版の他に『ゴールデンアックスII』、『ゴールデンアックス デスアダーの復讐』、『ゴールデンアックスIII』、『ゴールデンアックス ザ デュエル』の音源を収録している。

その他
- 『HYPER DRIVE -G.S.M.SEGA 4-／S.S.T.』（1990年7月21日、サイトロン・レーベル）
本作のアレンジ曲「WILDERNESS」を収録。
なお同楽曲は、その後もベストアルバムへの収録や、ライブ演奏が行われている。

## スタッフ
メガドライブ版
- ソフトウェア・デザイン：TAKOSUKE、MOTO CBX1000、HAM TAK（はまのたかひろ）、WAKA（若山雅弘）
- ビジュアル・エフェクト：KYONSY KYONSY、CANE、CHISUKE、ROCO
- サウンド：NANKYOKU、DECKY、IMOCKY
- アシスタント・プログラマー：S2（佐伯広人）、ヤン・ワット、VINYL BOY
- プロデューサー：KAN（こやまかなこ）
- ディレクター：BROS 400
- アシスタント・ディレクター：OPA-OPA（藤井睦弘）
- イングリッシュ・メッセージ：NIYA、TSUGU
- アーケード・ゲーム・デザイン：TEAM SHINOBI

PCエンジン版
- ゲームデザイン：凱羅
- ゲーム・プログラム：山本雅康
- ビジュアル・プログラム：阿彦裕徳
- グラフィック：菊池栄二、岩田隆樹（キャラクターデザイン）、鈴木厚、安部直子
- ミュージック：
  - 作／編曲：小川史生、大坪弘人
  - SE：梅津貴陽、湯浅稔
  - 協力：（株）ビジネス・サポート、（株）キューブ
- パッケージデザイン／ロゴイラスト：酉澤安施
- 協力：（株）エーワン・アド、（株）エーディー・ファクター
- 声の出演
  - アックス=バトラー - 広中雅志
  - ティリス=フレア - 江森浩子
  - ギリウス=サンダーヘッド - 青野武
  - 国王、兵士A、市民A - 堀川亮
  - 王妃 - 荘真由美
  - ズブロッカ - 冬馬由美
  - ハイネケン - 塩屋浩三
  - デス・アダー - 佐藤正治
  - ガイラ、ナレーション - 平野正人
  - 兵士B、市民B、デスアダー兵士 - 難波圭一

## 評価
アーケード版
- ゲーム誌『ゲーメスト』（新声社）誌上で行われていた「第3回ゲーメスト大賞」（1989年度）においてベストアクション賞で9位を獲得、その他に年間ヒットゲームで18位、ベストキャラクター賞ではティリスが15位を獲得した[38]。

メガドライブ版
- ゲーム誌『ファミコン通信』の「クロスレビュー」では8・8・8・7の合計31点（満40点）でシルバー殿堂入りを獲得[39][22]、レビュアーの意見としては、「メガドライブのゲームはレベルが高いね。このゲームの場合、とくにアニメーションがいい」などと評されている[39]。

- ゲーム誌『メガドライブFAN』の読者投票による「ゲーム通信簿」での評価は以下の通りとなっており、21.93点（満30点）となっている[7]。また、同雑誌1993年7月号特別付録の「メガドライブ&ゲームギア オールカタログ'93」では、「3人の登場キャラクタは剣での通常攻撃の他、ダッシュアタック、つかみ技、投げなどの多彩な技が使える。敵のモンスターを乗っ取って、モンスターの尻尾や、吐きだす炎で攻撃したりと、攻略の自由度が高い」と紹介されている[7]。

| 項目 | キャラクタ | 音楽 | 操作性 | 熱中度 | お買得度 | オリジナリティ | 総合  |
| 得点 | 3.81       | 3.47 | 3.58   | 3.83   | 3.68     | 3.56           | 21.93 |

- ゲーム誌『BEEP!メガドライブ』の「BEメガ・ドッグレース」では7、7、7、6の合計27点（満40点）[36]。レビュアーのキック内藤はAC版に劣るのは仕方ないがここまでできたかという雰囲気でヒロイックファンタジー的なノリがイカスとし、OLIIX光治は2人プレイで完全にAC版の感覚で遊べるのが良くグラフィックは多少落ちているが家庭用ホビーマシンとすればまともな水準とし、改造人間INOはAC版で慣れ親しんだ人なら納得出来て未プレイだと魅力的ではないかもしれないが段階別の魔法は一見の価値ありとし、吉野家牛兵衛は安全ではあるが同じラインにいないと敵を倒せないなど不満があり魔法が効き過ぎるのが少し気になるとした[36]。

- ゲーム本『メガドライブ大全』（2004年、太田出版）では、「セガの代表作とも言える名作」、「口の中に鉄の味を感じ、腕っぷしが正義をねじ伏せる地獄なのに、逃げまどう町の人の表情はからっと明るい。そう、このテイストが『セガ色』なのだ」、「メガドラ版は、原作のアーケード版よりも敵がお馬鹿だったが、その分だけ味方イビリに集中できた」と評している[37]。

PCエンジン版
- ゲーム誌『ファミコン通信』のクロスレビューでは合計で23点（満40点）[23]、『月刊PCエンジン』では80・70・75・65・80の平均74点（満100点）、『PC Engine FAN』の読者投票による「ゲーム通信簿」での評価は以下の通りとなっており、19.25点（満30点）となっている[29]。また、この得点はPCエンジン全ソフトの中で379位（485本中、1993年時点）となっている[29]。同雑誌1993年10月号特別付録の「PCエンジンオールカタログ'93」では「オリジナルのビジュアルを追加し、ストーリー性を増している」と紹介されている[29]。

| 項目 | キャラクタ | 音楽 | 操作性 | 熱中度 | お買得度 | オリジナリティ | 総合  |
| 得点 | 3.23       | 3.50 | 2.97   | 3.42   | 2.93     | 3.19           | 19.25 |

ZX Spectrum版はイギリスのセールスチャートでTeenage Mutant Ninja Turtlesに次ぐ2位。Your SinclairではReaders' Top 100 Games of All Timeにおいて66位に選出。
著作家のグレン・ルーベンスタインはセガクラシック アーケードコレクションの批評で本作はオリジナルが最初に稼働してから何年も経って古くなっているとコメントした。
PC Formatは1991年に本作を史上最高のコンピュータゲーム50の1つに選び、本作を「うまく取り込まれたアニメーション、激しさ、それは概ね素晴らしい」と表現した。

## 舞台版
2018年12月19日から23日までSPIRAL CHARIOTSによりブディストホールを会場に公演された。脚本・演出は服部整治。
キャスト
| - アックス=バトラー - 薫太 - ティリス=フレア - 小原春香 - ギリウス=サンダーヘッド - 山田将太 - カイン=グリンダー - 塩口量平 - サラ=バーン - 樫村みなみ - プラウド=クラッガー - 紅葉美緒 - クロノス=イビル=レート - 中根大 - ドーラ - 花崎ちづ、桐山トモユキ - トモユキリトル・トリックス - 遠藤巧磨 - スピアーマン - 鈴木遥太 - クラブマン - 岡本和樹、木本裕太郎 - バニティー・イゼロ - 朱城果琳 - バニティー・オルガ - 叶田明日菜 | - ズブロッカ - 佐藤ゆうき - バド兄弟 - 折田潤、中野将樹 - ヘニンガー - 塩野光季 - ロングモーン - 金津裕也 - デッド・フレーム - 未依 - ハイネケン准将 - 富士村彩花 - チキンレッグ - 水元まこと - ブルードラゴン - 長谷友明 - レッドドラゴン - 亀井英樹 - ポーション・シーフ - 小松崎真広 - ミート・シーフ - 天羽尚吾 - エゴ・イル・シープ - 南翔太 - デス・アダ― - 服部整治 |

## 続編
ゴールデンアックス デスアダーの復讐
アーケードゲーム、1992年、セガ
アーケード版の正統な続編として開発も前作とほぼ同じメンバーで制作。当時セガの最新システム基板だった「セガ・システム32」で制作されており、その機能を活かした多数のスプライト、拡大縮小、半透明機能などがゲーム中の演出にふんだんに使われており、面数も増えてルート分岐もあるなど前作よりもかなりボリュームアップした内容。
プレイヤーキャラクターは4人となり、4人同時プレイが可能。完全な新キャラクターが3人追加され、前作のプレイヤーキャラクターは新キャラクターの巨人の頭部に乗ったギリウスのみとなり、実質総入れ替えに近い。尚、後述のメガドライブ版での続編シリーズはパラレルワールド扱いとなる。
ゴールデンアックスII
メガドライブ、1991年12月27日、セガ
基本的なシステムはそのままに、敵キャラクターやステージを一新した作品だが、前作と同様にゲーム内メッセージは全て英語。
ゴールデンアックスIII
メガドライブ、1993年6月25日、セガ
使用キャラクターは完全に一新し、ギリウスは冒頭だけ登場する。MD版歴代シリーズ同様、ゲーム内メッセージは全て英語。

## 関連作品
アックス=バトラー ゴールデンアックス伝説
ゲームギア、1991年11月1日、セガ
外伝的なストーリーの作品で、ロールプレイングゲームに近い作りになっている。
ゴールデンアックス ウォリアー
マスターシステム、1991年、セガ
欧米でのみ発売された外伝作品。開発は日本で行われた。見下ろし型のアクションロールプレイングゲーム。シリーズのプレイヤーキャラクターも登場。
ゴールデンアックス・ザ・デュエル
アーケードゲーム（使用基板はセガサターン互換基板であるST-V）、1994年、セガ
シリーズに登場したキャラクターを使用した2D対戦型格闘ゲーム。時系列は「デスアダーの復讐」から80年後の物語。である。1995年9月29日にセガからセガサターン移植版が発売された。セガ発売としては2D対戦格闘ゲームのリリースは本作を最後にしばらくの間途絶えていたが、2014年に『電撃文庫 FIGHTING CLIMAX』をリリース、約20年ぶりとなる同社の同ジャンルにおける新作となった。
登場人物
カイン・ブレード
剣技を得意とする青年。
ミラン・フレアー
ウィンドウッド王国の王女。風属性の魔法を得意とする。
ギリアス・ロックヘッド
ギルガン村のドワーフ。パワフルな斧使い。
ジャム
獣神テガースに拾われ育てられた女の子。強力な爪使い。
パンチョス
発明をくり返すうちに強力な爆弾が完成。それを武器に戦いに走る。
グリーン
並大抵でない体力と生命力を持っている巨人族。
ドク
遥か東方の島国へ渡り剣の腕を磨いた。
キール
狂戦士と化したハーフエルフ。1度は氷漬けにされるが、デス・アダー軍の手によって覚醒。氷属性の攻撃をする。
ゾマ
すべてが謎に包まれている魔術師。得意の魔術で相手を翻弄する。
デス・アダー
悪の帝王。巨大な斧使い。
ゴールデンアックス ビースト ライダー
Xbox 360、PLAYSTATION 3、2008年、セガ
欧米でのみ発売された作品。開発元はSecret Level。使用できるプレイヤーキャラクターはティリスのみだがアックスとギリウスも味方キャラクターとして登場する。時代に合わせて3Dポリゴンで制作されており、ゲームシステムはそれまでの2Dとはまったく異なる。海外制作らしくデザインは硬派でマッチョなキャラクターが多く残酷描写も見受けられる。